# Zebrapad

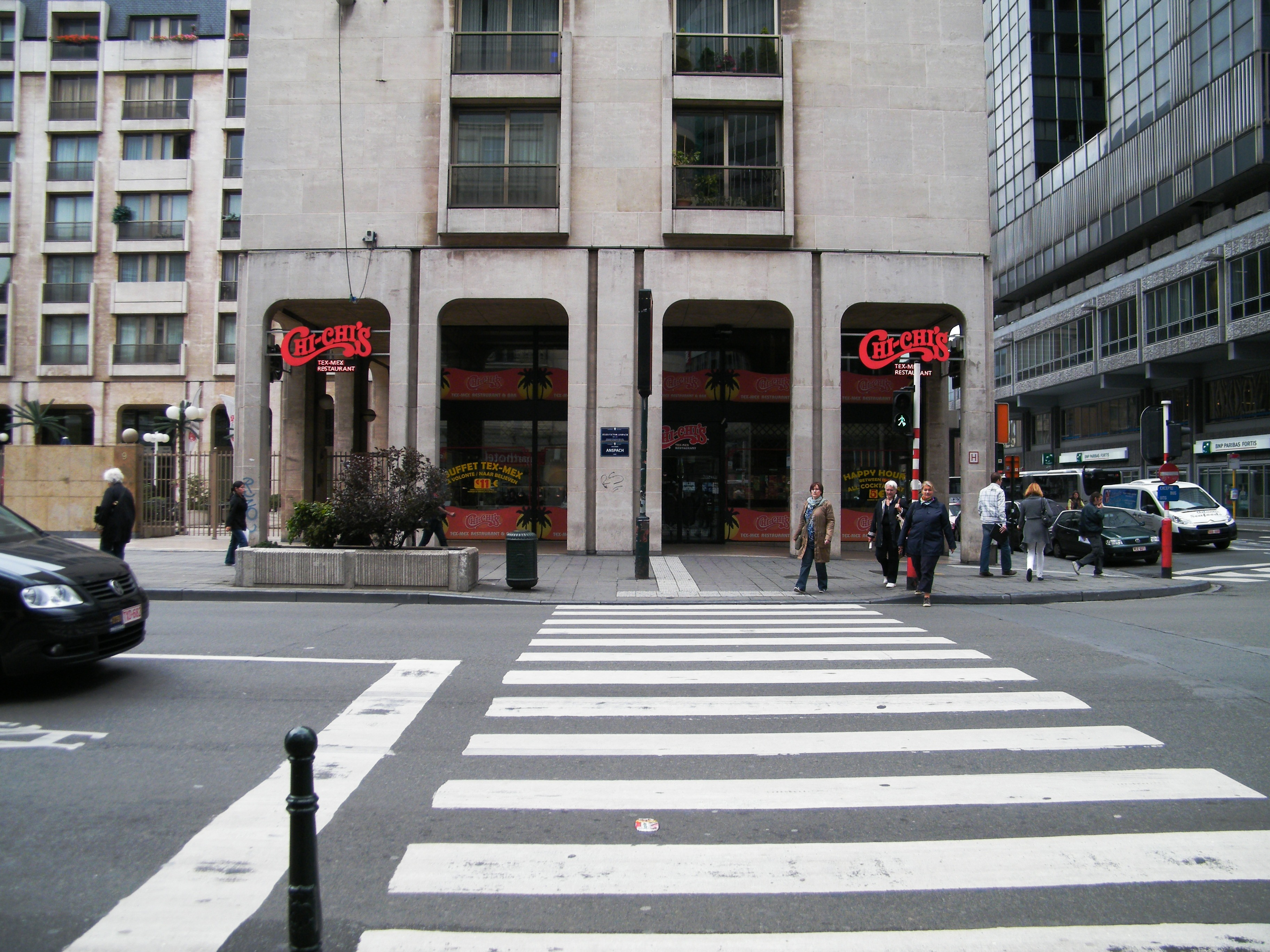
Zebrapad in Brussel.

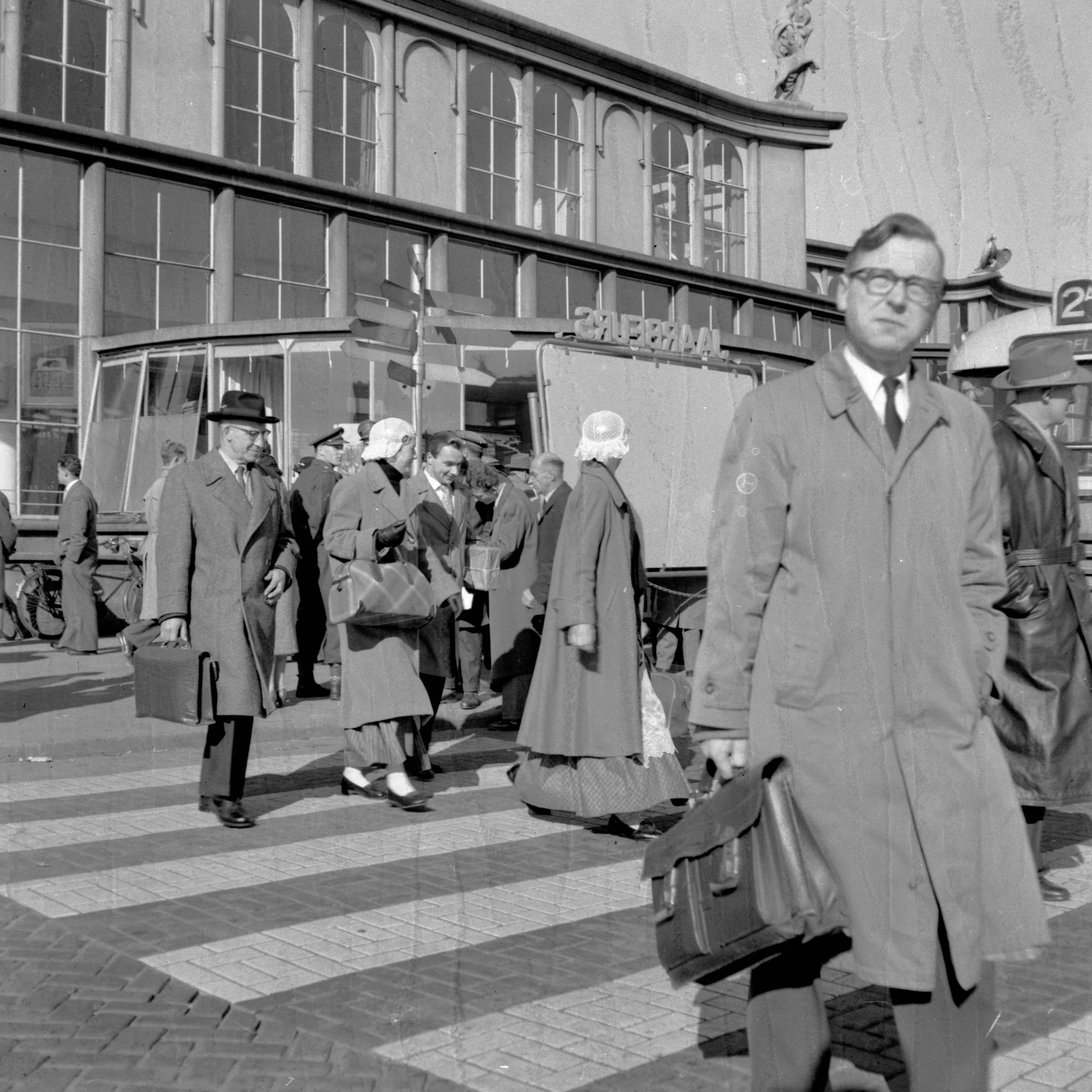
Zebrapad bij het Centraal Station in Utrecht, in 1957. Dit was een van de eerste zebrapaden in Nederland

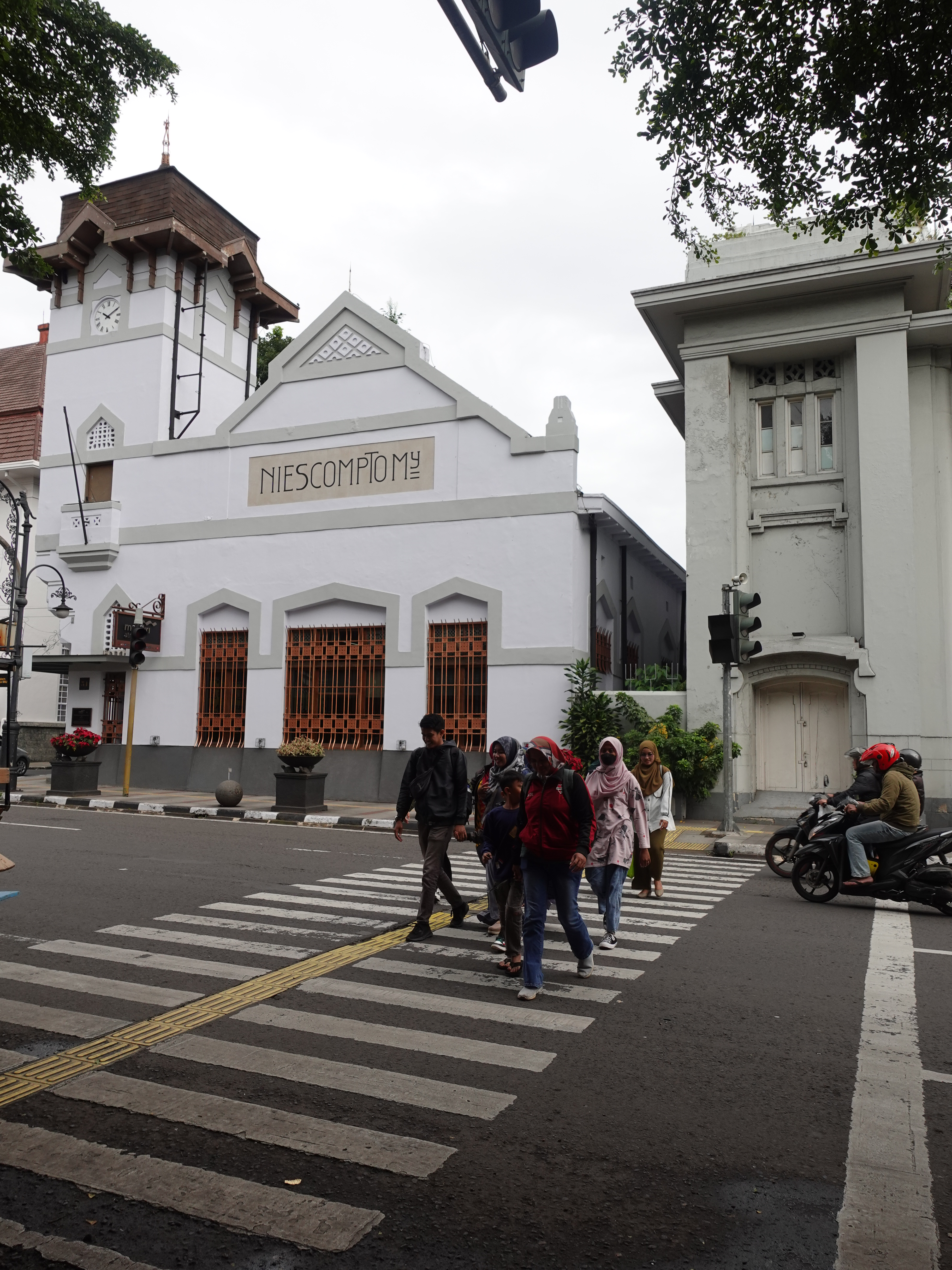
Zebrapad in Bandung.

Een zebrapad is een gedeelte van de straat waar voetgangers ongehinderde doorgang dienen te krijgen bij het oversteken van de weg. Het wordt aangegeven met een aantal witte stroken in de lengterichting van de weg. In de wet spreekt men in Nederland van een voetgangersoversteekplaats (VOP), en in België van een oversteekplaats voor voetgangers.

## Voorrang

### Nederland
In Nederland zijn de verkeersregels omtrent voetgangersoversteekplaatsen beschreven in artikel 49 van het Reglement verkeersregels en verkeerstekens 1990. De wet stelt dat bestuurders verplicht zijn om voetgangers en bestuurders van een gehandicaptenvoertuig, die oversteken op een voetgangersoversteekplaats of kennelijk op het punt staan om dit te doen, voor te laten gaan.
Er zijn enkele uitzonderingen waarbij een bestuurder niet hoeft te stoppen voor een voetgangersoversteekplaats:
- De bestuurder bestuurt een motorvoertuig dat onderdeel is van een militaire colonne.
- De bestuurder bestuurt een motorvoertuig dat onderdeel is van een uitvaartstoet. Er moet dan wel een speciale vlag op het voertuig zichtbaar zijn.
- Er staat bij de VOP een verkeerslicht dat op dat moment aan voetgangers of invaliden een rood licht of een geel knipperlicht toont.

### België
In België behoren voetgangers die aangeven te willen oversteken reeds doorgang te krijgen, maar dienen voetgangers altijd voorrang te verlenen aan trams, dus ook de Kusttram, óók op het zebrapad (tenzij er verkeerslichten zijn, of een verkeersagent).

### Overige landen
In het Verenigd Koninkrijk en Frankrijk heeft een voetganger voorrang zodra deze een voet op het zebrapad plaatst.

## Naam en geschiedenis
Het zebrapad ontleent zijn naam aan zijn patroon van witte en zwarte stroken, dat doet denken aan een zebra. De eerste officiële voetgangersoversteekplaats met witte en zwarte strepen verscheen in het Verenigd Koninkrijk op 31 oktober 1951, in Slough. De Britse minister van Verkeer Leslie Hore-Belisha was degene die de stoot gaf nadat hij begin jaren dertig was aangereden en besefte hoeveel voetgangers er jaarlijks door autoverkeer het leven lieten. De knipperbol draagt in de Engelse taal zijn naam Belisha Beacon. De vormgeving met brede witte en zwarte strepen was de uitkomst van een proef met experimentele markeringen op zo'n duizend locaties in de twee jaar ervoor. Zebrapaden worden in sommige landen nog steeds gemarkeerd met een oranje knipperbol die de automobilisten bij weinig omgevingslicht attent maakt op de aanwezigheid van een voetgangersoversteekplaats. In Nederland gebeurde dit tussen 1957 en 1962.
In Nederland werden overigens al eerder voetgangersoversteekplaatsen gemarkeerd met witte en zwarte strepen, maar dan in de lengterichting, zoals onder andere te zien op een Polygoonfilm over het Centraal Station van Amsterdam uit 1949.

## Diagonaal oversteken
Voetgangers die bij kruisingen naar de tegenoverliggende hoek willen oversteken, dienen gebruik te maken van de aanwezige zebrapaden. Om te voorkomen dat voetgangers tweemaal moeten oversteken, zijn soms schuine oversteekplaatsen aangelegd. In Nederland gebeurde dat voor de eerste keer op 27 november 1977 in Vlaardingen, op de kruising Cronjéstraat, Veerplein, Korte Hoogstraat en Gedempte Biersloot.

## Zebrapaden uit het Romeinse Rijk

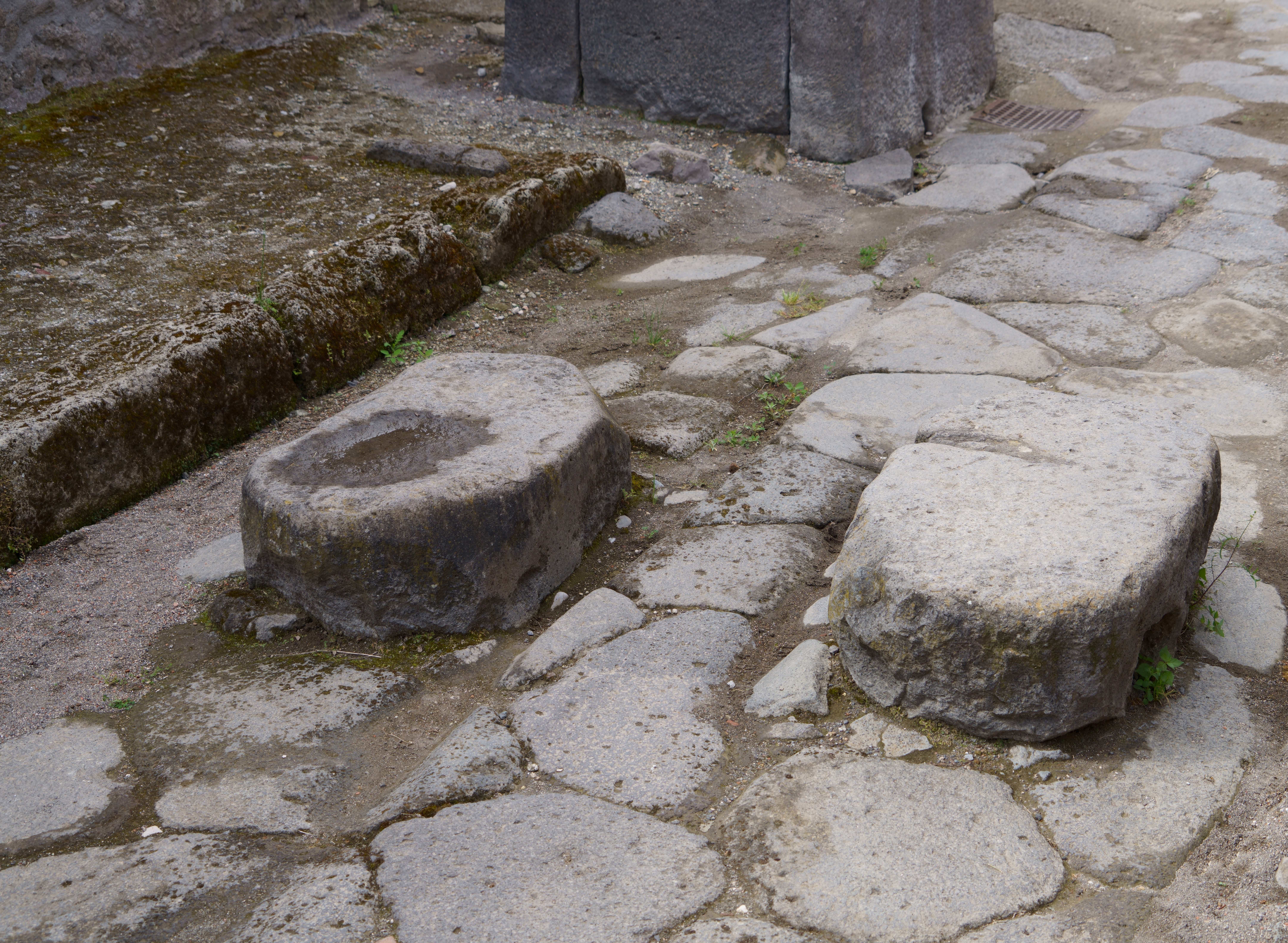
"Zebrapad" in Pompeii

Verkeersbord J22: vooraanduiding zebrapad.

In de oude Romeinse stad Pompeï zijn de waarschijnlijk oudste 'zebrapaden' ter wereld te bezichtigen (de 'pondera'). De Pompejanen staken hier de straat over via een aantal grote stenen. Dit zorgde ervoor dat zij zonder natte en vuile voeten de overkant konden bereiken, aangezien de straat destijds praktisch een openbaar riool en vuilstort was. De passerende karren konden precies tussen de stenen doorrijden.
Het idee van deze driedimensionale zebrapaden worden tegenwoordig wereldwijd hergebruikt in 3D-zebrapaden waar de beschildering het naderend verkeer de optische illusie biedt dat de balken driedimensionaal zijn uitgevoerd.

## Regenboogzebrapaden
In een reeks van steden in Nederland, België en in andere landen is een zebrapad in regenboogkleuren op de openbare weg aangebracht. Dit is geïnspireerd op de regenboogvlag en daarmee wordt aandacht gevraagd voor homoseksualiteit en de acceptatie van lgbt'ers.
Zulke regenboogpaden kunnen tijdelijk zijn aangelegd ter protest of bij gelegenheid van een lhbt-evenement zoals een Gay Pride, of in Nederland, de Roze Zaterdag, maar in andere steden kregen ze een permanente uitvoering. In Nederland zijn sinds 2013 in meer dan 30 steden en plaatsen dergelijke paden aangelegd.

Zulke oversteekplaatsen in afwijkende kleuren voldoen in Nederland in de meeste gevallen niet aan de wettelijke voorschriften voor een voetgangersoversteekplaats waarop de voetgangers voorrang hebben (zie Oversteekplaats). Voetgangers hebben mogelijk geen recht op voorrang en deze 'regenboogpaden' zorgen voor verwarring bij de weggebruikers. Alleen regenboogpaden waarbij ook de officiële witte strepen aanwezig zijn, zouden dan voldoen aan de regelgeving.

Verkeersbord L2: Zebrapad.